# スヴェン・ニクヴィスト
スヴェン・ニクヴィスト（Sven Nykvist, 1922年12月3日 - 2006年9月20日）は、スウェーデンの撮影監督。

## 略歴
生涯で120本あまりの映画撮影を手がけたが、特にイングマール・ベルイマン監督作品で有名。1972年の『叫びとささやき』と1982年の『ファニーとアレクサンデル』でアカデミー撮影賞を受賞。
クロノベリ県のモレダ生まれ。両親はルター派の宣教師で、ベルギー領コンゴで働いていたため、親戚に育てられた。19歳でスウェーデンの映画業界に入り、カメラマンとなる。1943年から2年間、イタリアのチネチッタで働く。1945年、23歳の時に撮影監督となった。Ulla Soderlindと1952年に結婚し、Carl-GustafとJohanの二児をもうけるが、自宅にいる時間が少なく、16年後に離婚した。その後Johanは自殺している。1960年代位まではスウェーデン映画界で活躍していたが、その後はアメリカやドイツ、フランスなどで活躍し、ウディ・アレン、ノーマン・ジュイソン、アンドレイ・タルコフスキー、ルイ・マル、フォルカー・シュレンドルフ、ラッセ・ハルストレムなどの作品を手がけた。1992年の第64回アカデミー賞で『Oxen』が外国語映画賞にノミネート。1998年に失語症を発症し、引退を余儀なくされた。

## 主な作品
- 処女の泉 Jungfrukällan (1960)
- 鏡の中にある如く Såsom i en spegel (1961)
- 沈黙 Tystnaden (1963)
- 仮面/ペルソナ Persona (1966)
- イワン・デニーソヴィチの一日 One Day in the Life of Ivan Denisovich (1970)
- ラスト・ラン/殺しの一匹狼 The Last Run (1971)
- 叫びとささやき Viskningar och rop (1972)
- ある結婚の風景 Scener ur ett äktenskap (1973)
- 魔笛 Trollflöjten (1975)
- ブラック・ムーン Black Moon (1975)
- 鏡の中の女 Ansikte mot ansikte (1976)
- テナント/恐怖を借りた男 Le Locataire (1976)
- プリティ・ベビー Pretty Baby (1978)
- 秋のソナタ Höstsonaten (1978)
- ハリケーン Hurricane (1979)
- ファニーとアレクサンデル Fanny och Alexander (1982)
- スター80 Star 80 (1983)
- スワンの恋 Un amour de Swann (1984)
- アグネス Agnes of God (1985)
- サクリファイス Offret (1986)
- 存在の耐えられない軽さ The Unbearable Lightness of Being (1988)
- 私の中のもうひとりの私 Another Woman (1988)
- ニューヨーク・ストーリー New York Stories (1989)
- ウディ・アレンの重罪と軽罪 Crimes and Misdemeanors (1989)
- Oxen (1991)
- チャーリー Chaplin (1992)
- めぐり逢えたら Sleepless in Seattle (1993)
- ギルバート・グレイプ What's Eating Gilbert Grape (1993)
- きっと忘れない With Honors (1994)
- オンリー・ユー Only You (1994)
- セレブリティ Celebrity (1998)